# Wilsonville (Oregon)
Wilsonville è una città degli Stati Uniti d'America, situata nella Contea di Clackamas, nello stato dell'Oregon.

## Infrastrutture e trasporti
La città è servita dalla linea ferroviaria suburbana WES Commuter Rail.